# Ogólnopolskie Towarzystwo Ochrony Ptaków
Ogólnopolskie Towarzystwo Ochrony Ptaków (dal polacco Società polacca per la protezione degli uccelli), in acronimo OTOP e nota internazionalmente come Polish Society for the Protection of Birds, BirdLife Poland o BirdLife Polska, è un'organizzazione non governativa di pubblica utilità polacca attiva nella tutela della natura, con particolare attenzione alla protezione degli uccelli e dei loro habitat.
È l'unico membro polacco di BirdLife International.

## Storia
L'idea di fondare una società per la tutela degli uccelli polacca si sviluppò nel 1990 nell'ambito di un seminario organizzato nel Regno Unito dalla Royal Society for the Protection of Birds (RSPB), che insieme alla danese Dansk Ornitologisk Forening (DOF) contribuì alla fondazione della Ogólnopolskie Towarzystwo Ochrony Ptaków nel 1991.
Dopo la fondazione l'organizzazione si è occupata di censire le Important Bird and Biodiversity Area (IBA) della Polonia, pubblicando tre inventari nel 1993, nel 2004 e nel 2010; delle aree censite almeno 175 sono state poi tutelate come siti della rete Natura 2000.

## Presidenti
- Gerard Sawicki (2005 – 2011)
- Dariusz Bukaciński (2011[3] – 2017)
- Beata Kojtek (2017[4] – 2020)
- Tomasz Chodkiewicz (2020 – 2022)
- Stanisław Łubieński (dal 2023)

## Attività
OTOP si occupa di diverse attività afferenti la tutela della natura tra cui: gestione di aree naturali protette, monitoraggio degli uccelli e educazione ambientale.
Gestisce in totale tre aree naturali protette e due sentieri naturalistici:
- riserva di Karsiborska Kępa, sull'omonima isola del delta inverso dello Świna;[5]
- riserva naturale di Beka;[6]
- riserve naturali di Mścichy, Szorce e Zajki;[7]
- sentiero naturalistico Nadrybie[8]
- sentiero naturalistico Miniera Lipówka.[9]

Partecipa al Programma polacco di monitoraggio degli uccelli (MPP), partecipando così allo Schema per il monitoraggio degli uccelli comuni pan-europeo (EBCC). Gestisce inoltre il portale web ornitho.pl per la segnalazione e registrazione degli avvistamenti di uccelli in Polonia.
L'associazione pubblica una rivista trimestrale intitolata Ptaki (in inglese Birds, traducibile in "uccelli") riservata ai propri soci iscritti.